# 野村真悠華
野村 真悠華（のむら まゆか、1989年1月11日 - ）は、日本の女性声優。ヴィムス所属。東京都出身。

## 経歴
- 日本ナレーション演技研究所出身者[1]。
- 声優を志すきっかけとなった作品は『幽☆遊☆白書 (テレビアニメ)』で、蔵馬役を演じていた緒方恵美に憧れている[2]。
- 初レギュラーとなった作品は『モンスター娘のいる日常』であった[2]。

## 人物
- 趣味・特技は映画鑑賞、ペットの猫と遊ぶこと、絵を描くことである[1]。
- 好きな洋服のブランドはtitty&Co.である[2]。
- 好きな男性のタイプは『機動戦士ガンダムSEED DESTINY』のレイ・ザ・バレル[2]。

## 出演
太字はメインキャラクター。

### テレビアニメ
2013年
- 這いよれ! ニャル子さんW（ウェイトレス）
- アイカツ!（生徒）

2014年
- 精霊使いの剣舞（女生徒）
- にゃ〜めん（しおにゃ〜めん）

2015年
- モンスター娘のいる日常（スー）

2016年
- ハイスクール・フリート（平賀）

2017年
- 魔法陣グルグル（女商人）

2018年
- ニル・アドミラリの天秤（白鳥美由紀）

2019年
- GO!GO!アトム（2019年 - 2020年、スズ）
- 天華百剣 〜めいじ館へようこそ!〜（五虎退吉光）

### OVA
- れすきゅーME!（2013年、清水さやか[7]）※コミックス第3巻オリジナルアニメBlu-ray付き予約限定版
- 無邪気の楽園（2014年、春風このみ） ※コミックス第6、8、10巻特典DVD
- モンスター娘のいる日常（2016年、スー）[8]※コミックス第11、12巻OAD付き特装版

### ゲーム
2011年
- ぎゃる☆がん（小杉ねね子、楠木美穂、藤沢このり）

2012年
- うたの☆プリンスさまっ♪ Debut
- お宝発掘ホリキング（ルビー、サファイア）
- それゆけ!ぶるにゃんマン Portable（小杉ねね子）
- わグルま!（イザナミ）

2013年
- XBLAZE CODE:EMBRYO（Es）
- エンジェルマスター（ユミィ）

2014年
- 新星のグランドユニオン(死を謳う少女ジゼル、ミニング・マイルス)

2015年
- XBLAZE LOST:MEMORIES（Es）
- ぎゃる☆がん だぶるぴーす（小杉ねね子）
- モンスター娘のいる日常オンライン（スー）
- 征戦!エクスカリバー（円卓の女神ニニアン）
- クイズRPG 魔法使いと黒猫のウィズ（ドロシー・ド・ロシー、ピエラ・サバタ）
- 姫王と最後の騎士団(妖精モニタ)
- 幻獣契約クリプトラクト（ペルシャ・ルー、アヌビス、サキエル、サキュパス、セラフィム、チェシャ、デメテル、ドリアード、ミャンナ）

2016年
- BLAZBLUE -CENTRAL FICTION-（Es）
- 桃色大戦ぱいろん・生(代官山姫子、浅間山るる子)
- 編隊少女 -フォーメーションガールズ-（ペトラ・アンリ・クロステルマン、宮本武乃）
- 逆転オセロニア（四大天使・ウリエル）
- 刻のイシュタリア(饗宴の魔女グリマルキン)

2017年
- Song of Memories（松山美香）
- 天華百剣-斬-（五虎退吉光）
- カコ☆タマ(サキュバス)
- モン娘☆は〜れむ（ロロジー）

2018年
- BLAZBLUE -CROSS TAG BATTLE-（Es）

2020年
- 放置少女〜百花繚乱の萌姫たち〜（Es）

2021年
- BLAZBLUE ALTERNATIVE DARKWAR（Es）

2023年
- 女神楽園 ガーデス・パラダイス（アザラシ大神）

2024年
- カルドアンシェル（小杉ねね子）

### ラジオ
- ぶるらじH（ニコニコ動画：2013年7月25日）
- にゃ〜にゃ〜めん(仮)（日テレオンデマンド：2014年1月16日 - ）
- モンスター娘たちのいる日常会話（音泉：2015年6月19日 - 9月4日）[21]

### Webドラマ
- シェルノサージュ 試練編カノン幕間「信念ウラハラ」（少女）

### Web動画
- ファミ通コネクトパーティ 「わグルま!」コーナーゲスト出演

### イベント
- 『エンジェルマスター』ワールドプレミア in AKIBA ドキッ☆キスだらけの大感謝祭（2013年8月30日）[22]
- INTI CREATES FAN FESTA 2015 INTI CREATES FAN MEETING[23][24]

### その他
- AT-Xウチの夏フェス2013　フレッシュ夏フェス隊

## ディスコグラフィ

### キャラクターソング
| 発売日        | 商品名                                                                | 歌 | 楽曲                                                    | 備考                                                     |
| ------------- | --------------------------------------------------------------------- | --- | ------------------------------------------------------- | -------------------------------------------------------- |
| 2015年8月19日 | 最高速 Fall in Love                                                   | ミーア（雨宮天）、パピ（小澤亜李）、セントレア（相川奈都姫）、スー（野村真悠華）、メロ（山崎はるか）、ラクネラ（中村桜） | 「最高速 Fall in Love」                                 | テレビアニメ『モンスター娘のいる日常』オープニングテーマ |
| 2015年8月19日 | 最高速 Fall in Love                                                   | ミーア（雨宮天）、パピ（小澤亜李）、セントレア（相川奈都姫）、スー（野村真悠華）、メロ（山崎はるか）、ラクネラ（中村桜） | 「Da-Da-Dash!」                                         | テレビアニメ『モンスター娘のいる日常』関連曲             |
| 2015年9月16日 | モンスター娘のいる日常 キャラクターソングVol.4「あまがさのうた」 スー | スー（野村真悠華） | 「あまがさのうた」 「花ノウタ」 「最高速 Fall in Love」 | テレビアニメ『モンスター娘のいる日常』関連曲             |
| 2016年8月29日 | 無邪気の楽園 コミックス第10巻アニメDVD付き限定版                      | 春風このみ（野村真悠華）                                                                                                 | 「もう一度 楽しいこともっとしようよ!」                  | OVA『無邪気の楽園』主題歌                                |
| 2021年7月21日 | 百華繚乱 参                                                           | 鶯丸友成（清水彩香）、大兼光（杉山里穂）、五虎退吉光（野村真悠華）                                                       | 「はじまりの鐘」                                        | ゲーム『天華百剣 -斬-』関連曲                            |